# Фридрих I фон Брена

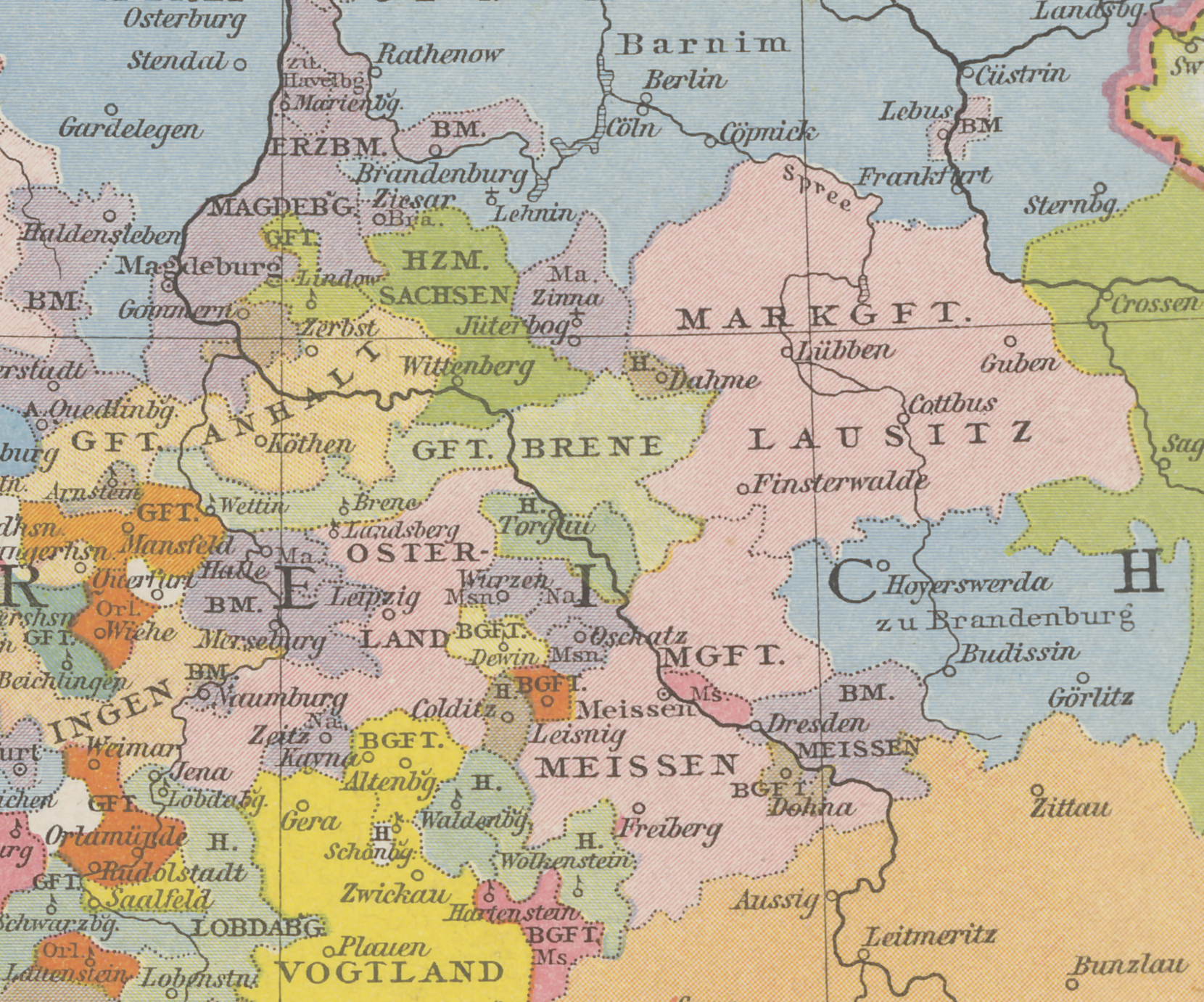
Графство Брена и окрестные владения

Фридрих I (нем. Friedrich I. von Brehna; между 27 февраля 1142 и 19 мая 1145 — 4 января 1191) — граф Брены с 1157 года, из рода Веттинов.
Младший сын мейсенского маркграфа Конрада I. Получил в наследство графство Брена и города Требус, Лёбен, Преттин, Бург, Швайнитц, Йессен, Клёден, Цветау, Херцберг, Бельциг, Цана, Визенбург, Вербен, Гоммерн.
Сторонник императора Фридриха I. Вместе с ним участвовал в битве при Леньяно (1176).
Умер 4 января 1182 года. Похоронен в Петерсберге в монастыре.

## Семья
Жена — Гедвига Моравская (ум. 19 февраля 1210), дочь моравского герцога Дипольда. Дети:
- Оттон I (ум. 23 декабря 1203), граф Брены
- Фридрих II (ум. 16 октября 1221) — граф Брены, с 1217 граф Веттина
- София (ум. после 1235), с 1203 аббатиса в Кведлинбурге.